# Mikaël Cherel
Mikaël Cherel (Saint-Brice-de-Landelles, 17 marzo 1986) è un ex ciclista su strada francese, è stato professionista dal 2007 al 2023, con caratteristiche di scalatore, ha corso dodici stagioni in maglia AG2R..

## Carriera
Nella categoria juniors Cherel fu campione francese nel 2003 e partecipò ai mondiali nel 2003 e nel 2004; vinse anche due importanti corse a tappe di categoria come il Grand Prix Général Patton e il Trophée Centre Morbihan.
Tra i dilettanti vinse la Manche-Océan nel 2006 ed il Grand Prix Super U Côtes d'Armor nel 2007, passando professionista nella Française des Jeux nella seconda metà dell'anno 2007. Tra i professionisti non ha conseguito alcuna vittoria, tuttavia è salito sul podio in due occasioni: terzo nella seconda tappa della Tropicale Amissa Bongo nel 2008 e secondo nella terza tappa del Tour de Romandie nel 2011. Conta nuomerose partecipazioni al Giro d'Italia, alla Vuelta a España e al Tour de France.

## Palmarès
- 2003

Campionati francesi, Prova in linea Juniors
Classifica generale Grand Prix Général Patton
- 2004

Classifica generale Trophée Centre Morbihan
Prologo Ronde des Vallées (Hemonstoir > Hemonstoir, cronometro)
- 2006

Manche-Océan
- 2007

Grand Prix Super U Côtes d'Armor

## Piazzamenti

### Grandi Giri
- Giro d'Italia

2008: ritirato (19ª tappa)
2011: 62º
2018: ritirato (19ª tappa)
2022: 23º
2023: ritirato (12ª tappa)
- Tour de France

2012: 62º
2014: 59º
2015: 18º
2016: 57º
2019: 34º
2020: 26º
2022: non partito (16ª tappa)
- Vuelta a España

2009: 25º
2010: 62º
2013: 56º
2015: 51º
2018: 97º
2021: 45º
2023: 56º

### Classiche monumento
- Milano-Sanremo

2009: 79º
2022: 119º
- Giro delle Fiandre

2010: ritirato
- Liegi-Bastogne-Liegi

2008: ritirato
2009: ritirato
2011: ritirato
2012: 42º
2013: 60º
2014: 47º
2015: 52º
2016: 45º
2017: 87º
2018: 49º
2019: 76º
2020: 108º
2022: 62º
2024: 81º
- Giro di Lombardia

2008: ritirato
2009: 46º
2011: ritirato
2013: 27º
2014: 46º
2016: ritirato
2017: 43º
2018: 76º
2019: ritirato

### Competizioni mondiali
- Campionati del mondo

Hamilton 2003 - In linea Juniors: 8º
Verona 2004 - In linea Juniors: 54º